# Малюр лазуровий
Малюр лазуровий (Malurus splendens) — вид горобцеподібних птахів з родини малюрових (Maluridae).

## Поширення
Ендемік Австралії. Поширений на більшій частині австралійського континенту від центрально-західного Нового Південного Уельсу та південно-західного Квінсленду до Західної Австралії. Населяє переважно посушливі та напівпосушливі райони.

## Опис
Тіло завдовжки 12-14 см, вагою 9 г. Самець у шлюбному вбрані має голову, спину та хвіст бірюзового кольору. У нього є чорна маска на очах, комір та груди. Нижня частина тіла та крила темно-сині. Махові пера крил темно-сірі. Самиці та самці у позашлюбному вбрані сіро-коричневого забарвлення з блакитним хвостом. Самиця відрізняється від самців коричневим дзьобом (у самців він чорний) та карими очима.

## Спосіб життя
Трапляється парами або невеликими зграйками. Пересувається на землі невеликими стрибками, тримаючи довгий хвіст вертикально для рівноваги. Живиться наземними комахами, рідше ягодами та насінням. Розмноження відбувається з кінця серпня по січень. Будівництвом гнізда та насиджуванням яєць займається лише самиця. Гніздо закрите, куполоподібне, з бічним отвором, будується серед густих чагарників. У кладці 2-4 яєць. Інкубація триває 15 днів.